# Begraafplaats Bergklooster

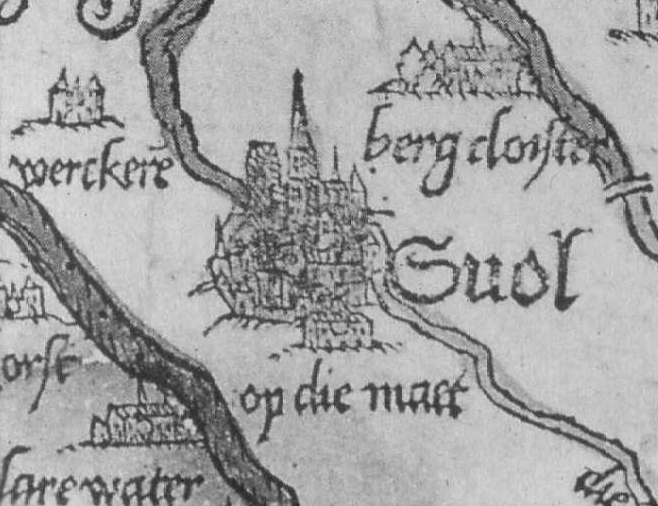
Het klooster op een kaart uit 1543

Begraafplaats Bergklooster is een begraafplaats op de Agnietenberg in Zwolle die in 1399 is ingewijd.

## Geschiedenis
Oorspronkelijk maakte dit kerkhof deel uit van een kloostercomplex van de Broeders des Gemenen Levens, maar tegenwoordig is het enkel een begraafplaats. Het katholieke kloostercomplex werd tussen 1581 en 1591 afgebroken door het protestantse gemeentebestuur van Zwolle. Het oudste graf is dat van Jan Mulert (1540). Zijn graf lag oorspronkelijk in de kloosterkerk. In 1998 werden de funderingsresten van de kloosterkerk gevonden.

## Thomas a Kempis

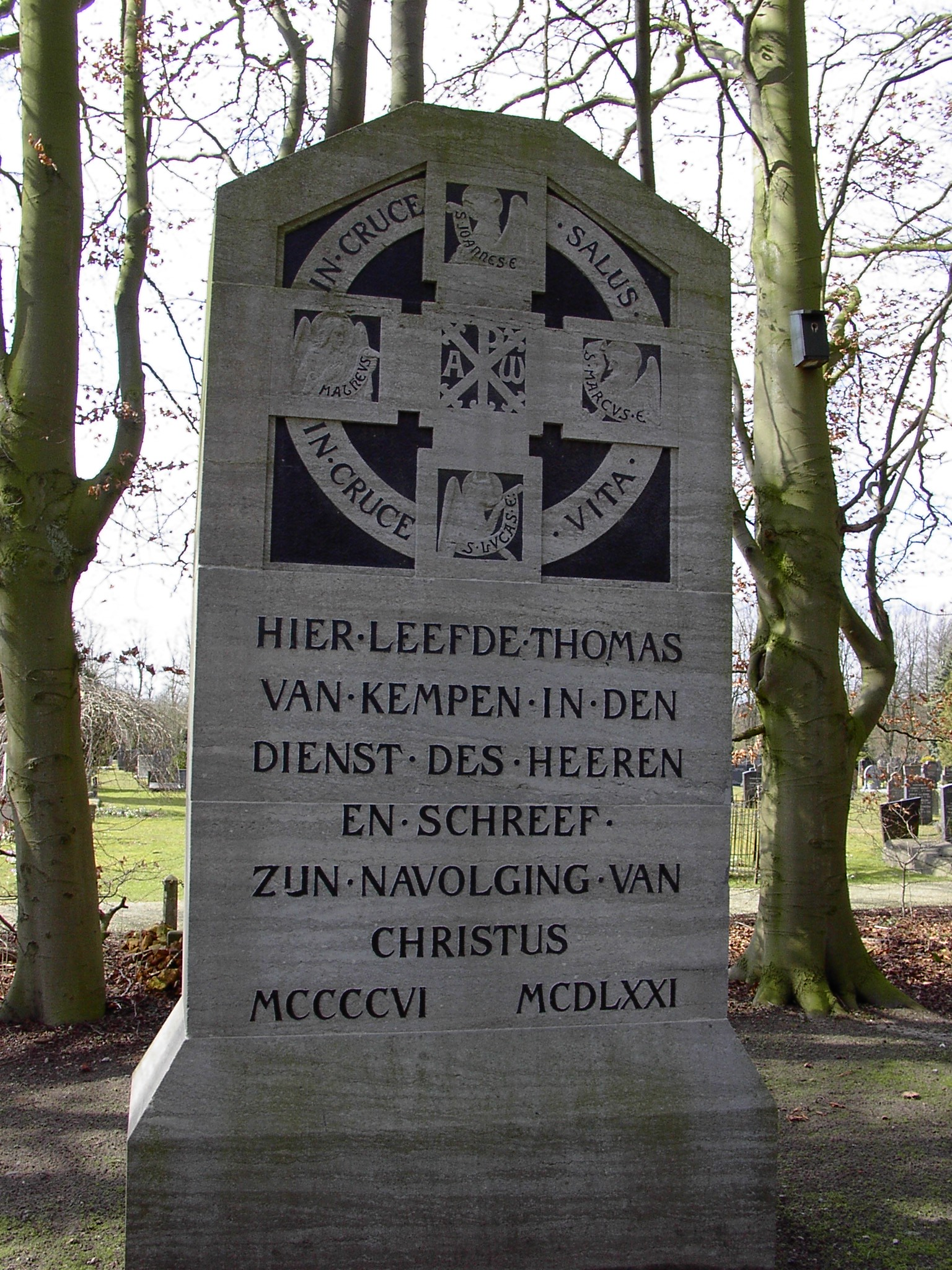
Monument voor Thomas a Kempis bij de ingang

Bij een uitgang van de begraafplaats staat een monument ter nagedachtenis van Thomas a Kempis die hier in 1406 tot een kloosterorde toetrad. Het is ontworpen door de architect Pierre Cuypers. Het monument is een rechtopstaande plaat met daarop een Keltisch kruis. Hierin zijn de symbolen van de vier evangelisten te zien.
Thomas a Kempis lag oorspronkelijk ook begraven op Bergklooster, maar zijn resten zijn na diverse omzwervingen als reliek terechtgekomen in de Basiliek van Onze Lieve Vrouw ten Hemelopneming in het centrum van Zwolle.

## Graven van bekende Nederlanders en Zwollenaren

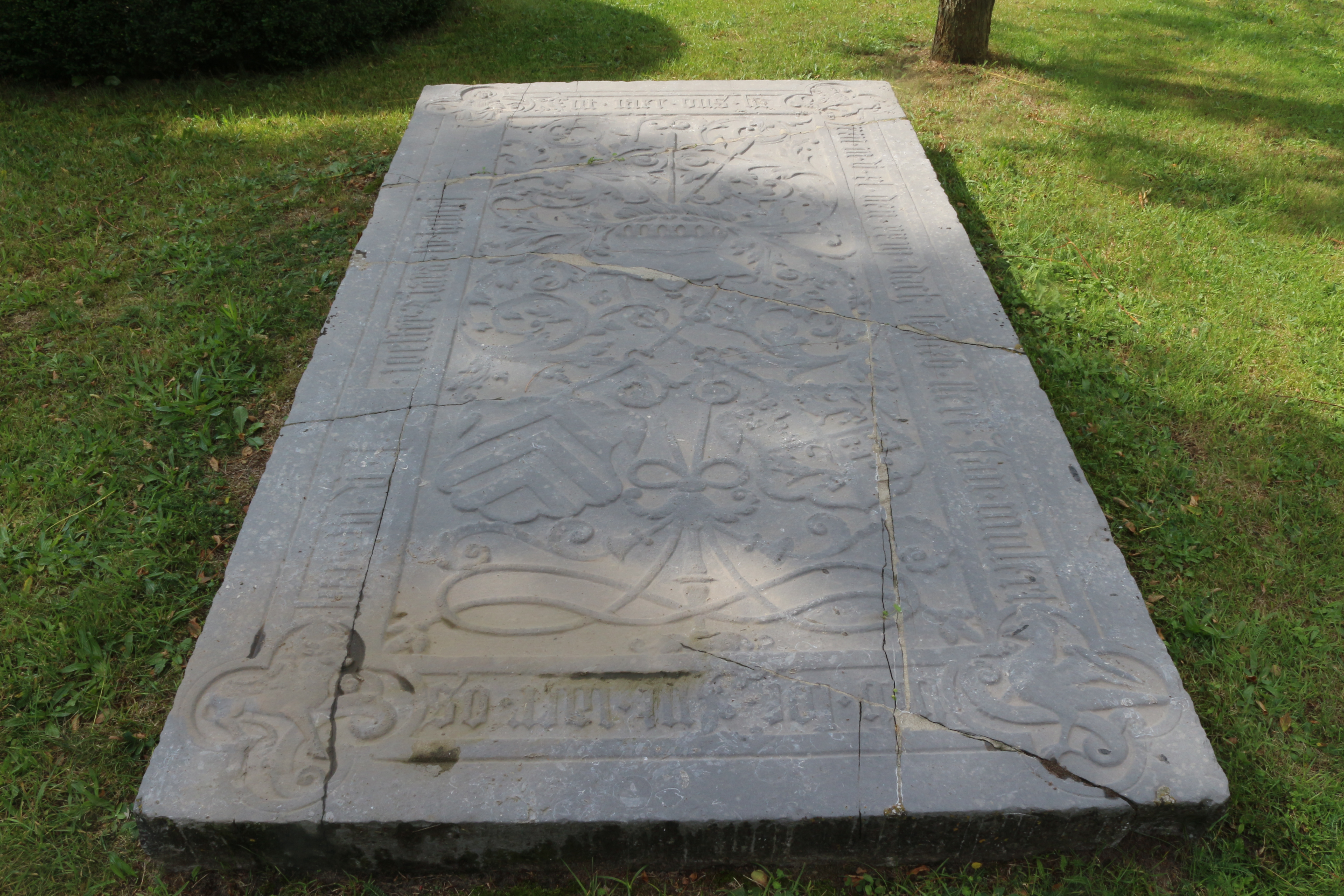
Grafsteen Jan Mulert

- Johan Mulert was eigenaar van de havezate Kranenburg[1] en de zoon van Lubbert Mulert en Johanna van den Clooster.
- Mr. Albertus van Naamen van Eemnes (Zwolle, 27 februari 1828 - Den Haag, 7 maart 1902) was een Nederlands parlementariër. Hij was een gematigd liberale politicus.
- Jonkheer Cornelis Backer (Groningen, 20 november 1798- Zwolle, 30 juni 1864) was lid van de Tweede Kamer en gouverneur van Overijssel van 1850 tot 1864. Hij was een conservatief politicus.
- Jonkvrouw Ernestine Amoene Sophia van Holthe tot Echten (Utrecht 23 februari 1890 - Dalfsen, 1 augustus 1952) was een Nederlands prozaschrijfster en de eerste winnares van de P.C. Hooft-prijs.
- Klaas Voskuil (Zwolle 2 december 1895 - Naarden, 22 januari 1975) was journalist, hoofdredacteur van Het Vrije Volk en radio-columnist.
- Arie Wapenaar (Vlaardingen, 1883-1967) was onderwijzer en auteur.

## Flora en fauna
Op de begraafplaats komt de zeldzame knoflookpad voor. Ook bevindt zich hier de grootste groeiplaats van duifkruid in Nederland. In augustus 2007 werden hier 4000 bloeiende planten geteld. Het totale aantal bedroeg 11.000.